# محسن یگانه
محسن یگانه (زادهٔ ۲۳ اردیبهشت ۱۳۶۴) خواننده، ترانه‌سرا، آهنگساز، تنظیم کننده، نوازنده و تهیه‌کننده موسیقی اهل ایران است. یگانه همچنین برای خوانندگانی چون محمد اصفهانی، عایشه‌گل جوشکون و علی لهراسبیو… ترانه سروده و آهنگسازی و تنظیم کرده است.
او اغلب به عنوان یکی از برترین خواننده‌های موسیقی پاپ ایرانی شناخته می‌شود. وی جز معدود خواننده‌هایی است که در دهه هشتاد به شهرت رسیده و با گذشت سال‌ها و تغییر صنعت موسیقی همچنان از مورد توجه‌ترین و پرطرفدارترین خوانندگان ایرانی است.

## زندگی
محسن یگانه زادهٔ ۲۳ اردیبهشتِ ۱۳۶۴ در شهر گنبد کاووس است. او دانشجوی رشته مهندسی صنایع گرایش تولید صنعتی بود که در دانشگاه آزاد اسلامی واحد تهران جنوب تحصیل می‌کرد اما پس از گذراندن شش ترم به علت مشغله بسیار در حرفه موسیقی، از ادامه تحصیل انصراف داد.
او فرزند سوم یا یکی مانده به آخر خانواده است و دو خواهر بزرگترش هر کدام پزشک و دندان‌پزشک هستند. پدر او محمدرضا یگانه (یکی از شهدای جنگ ایران و عراق) و مادرش استاد دانشگاه است. محسن یگانه فعالیت خود در موسیقی را با گیتار شروع کرد. علاقه به موسیقی و شنونده خوب بودن را بر حسب اتفاق با شنیدن قطعه بی‌کلام «گل گندم» از آلبوم بهار من اثر شادمهر عقیلی به‌دست‌آورد که باعث علاقه‌مند شدن وی به موسیقی پاپ شد و به آموختن گیتار پرداخت. نواختن را با تکیه بر خود و بدون استاد شروع کرد، اما با مخالفت خانواده خود رو به رو شد که سبب شد فرصتی برای یادگیری ساز گیتار به صورت آکادمیک را پیدا نکند، ولی این مانع کار او نشد و محسن یگانه به نواختن گیتار ادامه داد.

## زندگی هنری
محسن یگانه اولین ترانه خود را در کنار محسن چاوشی و حامد هاکان با نام «نشکن دلمو» با ترانه‌سرایی و آهنگسازی خودش و تنظیمی از محسن چاوشی اجرا کرد. آلبوم اول او با نام سال کبیسه به صورت زیر زمینی منتشر شد. بعد از این آلبوم محسن یگانه فعالیت خود را با انتشار تک‌آهنگ ادامه داد؛ ناگفته نماند که اغلب همین تک‌آهنگ‌های پخش شده، برای جلوگیری از پراکندگی دور هم جمع می‌شد و به اسم آلبوم بروی سایت‌ها قرار می‌گرفت. او چند سال به عنوان خواننده غیرمجاز شناخته می‌شد که بعد از مدتی تصمیم مجدد به اخذ مجوز از وزارت فرهنگ و ارشاد اسلامی گرفت. بعد از مدتی سکوت و کشو قوس‌های زیاد عاقبت در ۱۷ تیر ۱۳۸۷ آلبوم نفس‌های بی‌هدف را منتشر کرد.
بعد از اولین آلبوم رسمی محسن یگانه با فاصله دو سالی که در وقفه آلبوم محسن یگانه افتاد او بیشتر وقتش را صرف اجرای کنسرت می‌کرد و با وسواس‌هایی که به خرج داد، زمان زیادی را صرف آلبوم رگ خواب کرد. رگ خواب در مرداد ۱۳۸۹ وارد بازار شد و ترانه سکوت این آلبوم بسیار مورد استقبال قرار گرفت و محبوب‌ترین آهنگ سال "۱۳۸۹" شناخته‌شد.
آلبوم بعدی او با نام حباب، ۲ سال بعد و در مهر ۱۳۹۱ با ۱۴ قطعه وارد بازار شد. محسن یگانه آلبوم حباب را آخرین آلبوم خود خوانده بود و در عین حال در اظهار نظر عجیبی گفته بود: این آخرین آلبوم من است. سپس به درخواست هوادارانش تصمیم خود را عوض نموده و تصمیم به انتشار مجدد آلبوم گرفت و این قول را به هوادارانش داد که پس از انتشار چند تک‌آهنگ کار آلبوم را آغاز کند. سرانجام در ۲۰ اردیبهشت ۱۳۹۴ آلبوم چهارم وی با نام نگاه من منتشر شد.
محسن یگانه ترانه‌سرایی بیشتر قطعاتش را خودش به عهده گرفته است. او همچنین برای خوانندگانی چون محمد اصفهانی، علی لهراسبی و … ترانه سروده و آهنگسازی و تنظیم کرده است.
در اسفند ۱۳۹۴ محسن یگانه آهنگی به نام بهت قول میدم منتشر کرد که با استقبال بسیار زیادی روبرو شد همچنین در دی ۱۳۹۵ موزیک ویدیوی این آهنگ که در کنسرت ۱۱ مرداد ۹۵ ضبط شده بود منتشر شد که با واکنش‌های داخلی و خارجی بسیاری از مردم مواجه شد به طوری که تاکنون با بیش از ۲۵۰ میلیون بازدید، به عنوان پربازدیدترین ویدیو (نماهنگ) فارسی در یوتیوب رکورد زده است.

## حواشی
- او ترانه‌ای به نام «گله کرکس‌ها» اجرا کرده که محتوای آن یهود ستیزانه قلمداد شده است.[۲۰] ازین رو کنسرت او در سال ۲۰۱۷ در سالن مایکروسافت تئاتر شهر لس‌آنجلس با تحریم و تظاهرات جامعه کلیمیان ایرانی تبار همراه بود.[۲۰][۲۱] با وجود اینکه عده‌ای اعلام کردند که از ۷۱۰۰ نفر ظرفیت سالن تنها ۱۰۰۰ بلیط فروش رفته[۲۲] اما با منتشر شدن تصاویر و فیلم‌های کنسرت[۲۳] و همچنین مصاحبه مدیربرنامهٔ محسن یگانه با خبرگزاری ایسنا[۲۴] معلوم شد که ظرفیت سالن تقریباً تکمیل بوده و کنسرت به خوبی و بدون هیچ مشکلی برگزار شده است.[۲۵][۲۶][۲۷]
- محسن یگانه حین اجرای کنسرت در بوشهر به یکباره و به دلیل آنچه «گرفتگی صدا» اعلام کرد، کنسرت خود را لغو و اجرا را ناتمام گذاشت. او که سانس اول برنامه را بدون مشکل پشت سر گذاشته بود بعد از اجرای چند قطعه در سانس دوم و پس از اجرای قطعهٔ «بهت قول میدم» رو به حضار گفت: «نمی‌دانم چه کلمه‌ای برای عذرخواهی پیدا کنم که در خور شأن باشد. خیلی وقت است کنسرت‌هایم را کنسل نکرده‌ام. حتی تا پنج دقیقه قبل از استیج هم فکر نمی‌کردم این اتفاق رخ دهد. شرمنده‌ام، نمی‌دانم چه کلمه‌ای باید بگویم. … صدایم گرفته و درخور شأن گوش‌های شما نیست.» این حرکت در رسانه‌ها و فضای مجازی بازتاب فراوانی داشت.[۲۸][۲۹][۳۰][۳۱]
- محسن یگانه در سال ۹۱ در همایش وحدت و انسجام ملی جوانان ایرانی به اجرای چند آهنگ در برابر محمود احمدی‌نژاد رئیس‌جمهور وقت پرداخت و در پایان احمدی‌نژاد لوح تقدیری به وی اهدا کرد که پس از پخش تصاویر و کلیپ‌های این مراسم حواشی زیادی در فضای مجازی برای یگانه به وجود آمد که چندی بعد در مصاحبه‌ای گفت این برخورد ناگهانی بود و اصلاً از حضور رئیس‌جمهور اطلاعی نداشتم.[۳۲]

## ترانه‌شناسی

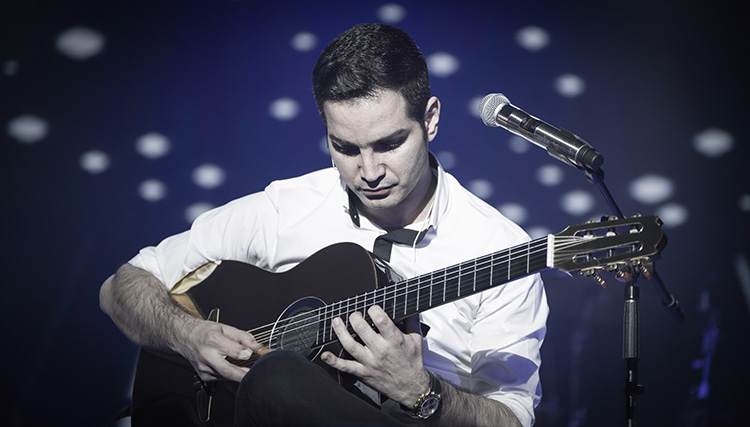
محسن یگانه درحال نوازندگی

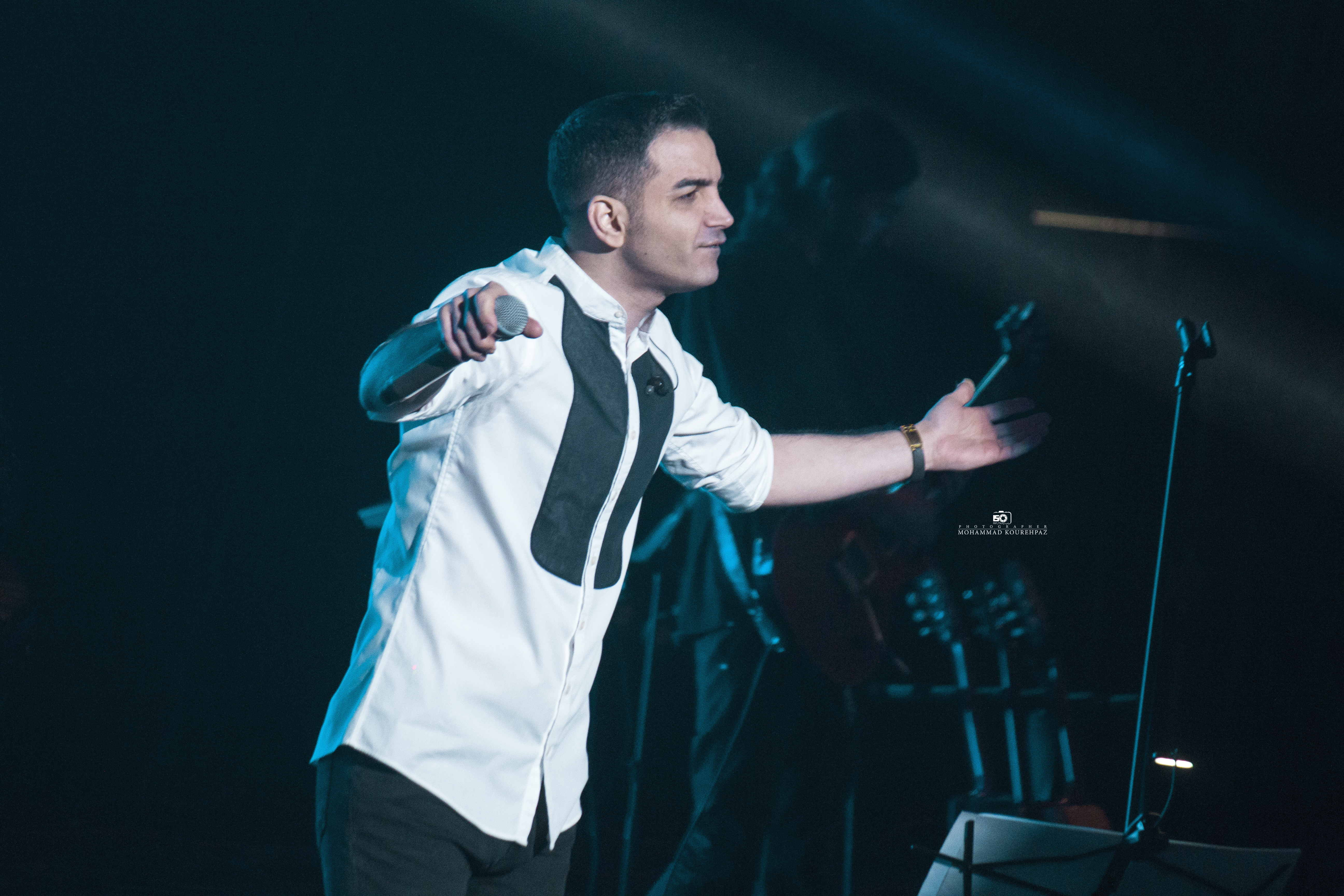
محسن یگانه در حال اجرای زنده

| سال        | نام آلبوم    | ناشر(ها)   | توضیحات            |
| ---------- | ------------ | ---------- | ------------------ |
| ۱۳۸۵       | سال کبیسه    | اینترنتی   | تنها آلبوم غیررسمی |
| ۱۳۸۷/۰۴/۱۷ | نفس‌های بی‌هدف | آوای نکیسا | اولین آلبوم رسمی   |
| ۱۳۸۹/۰۵/۲۰ | رگ خواب      | آوای هنر   | دومین آلبوم رسمی   |
| ۱۳۹۱/۰۷/۳۰ | حباب         | آوای هنر   | سومین آلبوم رسمی   |
| ۱۳۹۲/۱۲/۲۷ | ئی‌پی         | اینترنتی   | آلبوم چندآهنگه     |
| ۱۳۹۴/۰۲/۲۰ | نگاه من      | آوای فروهر | چهارمین آلبوم رسمی |

## جوایز و افتخارات
- برنده تندیس بهترین اجرای زنده موسیقی پاپ، بخش کارشناسی (مشترکاً «احسان خواجه‌امیری» و «محسن یگانه»)، از اولین جشن سالانهٔ موسیقی ما، در سال ۱۳۹۱[۳۳]
- دریافت تندیس سالن تئاتر نوکیا لس آنجلس (Nokia Theatre L.A. Live) و ثبت نام او به عنوان یکی از مشاهیر این تالار[۳۴][۳۵]
- برنده تندیس بهترین ترانه‌ساز (Songwriter) از دومین مراسم جایزه ترانه افشین یداللهی در سال ۱۳۹۷[۳۶][۳۷][۳۸]
- محسن یگانه با آهنگ «بهت قول میدم» در شبکه اشتراک ویدیوی یوتیوب، عنوان پربازدیدترین موزیک‌ویدئو (نماهنگ) ایرانی میان خوانندگان داخل ایران را از آن خود کرد.[۳۹]
- برترین چهرهٔ موسیقی پاپ به انتخاب ماهنامهٔ رونا در سال ۱۳۸۹[۴۰]
- در مورد محسن یگانه[۴۱]